# 三国玲子
三国 玲子（三國 玲子:みくに れいこ、1924年(大正13年)3月31日 - 1987年(昭和62年)8月5日）は、歌人。

## 略歴
東京都出身。日展評議員も務めた彫刻家・三国慶一の長女。川村女学院卒。本名・中里玲子。鹿児島寿蔵に師事し、『潮汐』同人となる。1954年歌集『空を指す枝』を刊行、第2回新歌人会賞を受賞。1979年『永久にあれこそ』で短歌研究賞受賞、1987年3月『鏡壁』で現代短歌女流賞を受賞するが、7月鬱病のため入院し、同病院で飛び降り自殺した。

## 著書
- 『歌集　空を指す枝』白玉書房、1954
- 『歌集　花前線』新星書房、1965
- 『噴水時計 歌集』短歌新聞社 潮汐叢書 1970
- 『歌集　蓮歩』角川書店、1978
- 『灯の集團 三国玲子歌集』沖積舎、1981
- 『桃花紅 自選歌集 三国玲子歌集』短歌新聞社 現代歌人叢書、1981
- 『歌集　晨の雪』不識書院、1983
- 『歌集　鏡壁』不識書院、1986
- 『翡翠のひかり 三國玲子歌集』短歌新聞社 現代短歌全集、1988
- 『三國玲子全歌集』短歌新聞社 群緑叢書、2005

## 参考
- コトバンク
- 読売新聞死亡記事